# Корогодин, Иван Иванович
Известен полный тёзка: Иван Иванович Корогодин (1957—2006), пилот самолёта Ту-154, разбившегося под Донецком.
Иван Иванович Корогодин (1919—2003) — полковник Советской Армии, участник Великой Отечественной войны, Герой Советского Союза (1944).

## Биография
Иван Корогодин родился 22 июня 1919 года в деревне Кошкино (ныне — Измалковский район Липецкой области). После окончания восьми классов работал учётчиком, затем бухгалтером в конторе «Заготзерно». В 1939 году Корогодин был призван на службу в Рабоче-крестьянскую Красную Армию. В 1941 году он окончил Рижское пехотное училище. С июля того же года — на фронтах Великой Отечественной войны. В ноябре 1941 года был тяжело ранен. Вернувшись на фронт, участвовал в Курской битве.
К октябрю 1943 года капитан Иван Корогодин командовал 1-м батальоном 687-го стрелкового полка 141-й стрелковой дивизии 60-й армии 1-го Украинского фронта. Отличился во время битвы за Днепр. В октябре 1943 года батальон Корогодина два раза переправлялся через Днепр, обеспечивая успешное форсирование реки двух дивизий без потерь в их личном составе. Во время форсирования Днепра в районе села Окуниново и боёв на плацдарме батальон уничтожил 10 пулемётов, 2 батареи миномётов, около 2 рот пехотинцев противника. 24 октября 1943 года в бою около населённого пункта Дмитриевка батальон уничтожил более 400 солдат и офицеров противника, захватил 15 пулемётов, 2 танка, 5 миномётов и 3 орудия.
Указом Президиума Верховного Совета СССР от 3 июня 1944 года за «мужество и героизм, проявленные в боях с немецкими захватчиками» капитан Иван Корогодин был удостоен высокого звания Героя Советского Союза с вручением ордена Ленина и медали «Золотая Звезда» за номером 2457.
Окончил курсы усовершенствования командного состава, затем в 1952 году Военную академию имени Фрунзе. В 1974 году в звании полковника Корогодин вышел в отставку. Проживал в Москве, работал проректором Всесоюзного заочного юридического института.

Могила Корогодина на Кунцевском кладбище Москвы.

Скончался 26 февраля 2003 года, похоронен на Кунцевском кладбище Москвы.
Был также награждён орденами Красного Знамени, Александра Невского, Отечественной войны 1-й степени, двумя орденами Красной Звезды, рядом медалей.